# Zhu Zhixiang
Zhu Zhixiang (xinès simplificat: 诸志祥, pinyin: Zhū Zhìxiáng; Shaoxing, Zhejiang, 1941 - Shanghai, 8 de setembre de 2015), també conegut pel pseudònim Haogu, fou un escriptor xinés, conegut pel personatge Heimao Jingzhang, que tingué una reeixida adaptació al cinema d'animació durant la dècada del 1980. Va ser el primer autor xinés en ser guardonat amb el premi nacional a l'excel·lència en la literatura infantil.

## Biografia
Comença a publicar a finals de la dècada del 1960, com editor i reporter a Hong Xiaobing Bao. Els llibres de Heimao Jingzhang sorgeixen a partir del 1982, aconseguint tirades superiors al mig milió d'exemplars, i unes vendes totals que excedien els nou milions per exemplar. Algunes editorials publicaven els seus llibres sense llicència, motiu pel qual va pleitejar durant anys.
Un any després de la seua publicació, Shanghai Animation Film Studio comença a treballar en Black Cat Detective, adaptació cinematogràfica del personatge, i als crèdits de les pel·lícules apareixia el seu nom com a creador, i rebia royalties de l'estudi. Tanmateix, quan la sèrie de pel·lícules s'emet a la televisió, les mencions a l'autor original havien desaparegut.
El juny de 1987, Zhu Zhixiang va portar el director Dai Tielang als jutjats, demandant-lo per infringir els drets d'autor de Black Cat Detective. Després de la mediació del tribunal, Dai Tielang va compensar-lo econòmicament, i Zhu Zhixiang va retirar la demanda.